# Arrouède
Arrouède település Franciaországban, Gers megyében. Lakosainak száma 86 fő (2022. január 1.). Arrouède Bézues-Bajon, Chélan, Mont-d’Astarac, Panassac, Manent-Montané és Cap d'Astarac községekkel határos.

## Népesség
A település népességének változása:
| Lakosok száma | 94   | 77   | 70   | 82   | 98   | 104  | 110  | 96   | 89   | 86   |
|               | 1968 | 1982 | 1990 | 2006 | 2013 | 2015 | 2017 | 2019 | 2020 | 2022 |